# Alexander M. Poniatoff
Alexander Matwejewitsch Ponjatow (russisch Александр Матвеевич Понятов; * 25. März 1892 in Aischa bei Selenodolsk, Gouvernement Kasan; † 24. Oktober 1980 in Palo Alto, Kalifornien) war ein russisch-amerikanischer Elektrotechniker.
Im Alter von sieben Jahren sah Alexander seine erste Lokomotive, die in ihm den Wunsch weckte, später auch solche Lokomotiven zu bauen. Alexanders Vater, ein Waldarbeiter in Kasan, schickte Ponjatow zum Studium an die Technische Hochschule in Karlsruhe. Ponjatow hatte geplant, eine Turbinenfabrik in Russland zu errichten, konnte aber infolge des Ausbruchs des Ersten Weltkriegs nicht gleich zurückkehren. Bei seiner Heimkehr trat er in die Armee ein und absolvierte eine Pilotenausbildung. Bei Ausbruch des Bürgerkriegs flüchtete er nach China und war dort für die Shanghai Power Company tätig. 1927 emigrierte er in die USA, wo er zunächst für General Electric arbeitete. Während des Zweiten Weltkriegs wechselte er 1942 zu Dalmo Victor, die Radarsysteme bauten.
1944 gründete Alexander M. Ponjatoff im kalifornischen San Carlos die Firma Ampex (Kofferwort aus Alexander M. Poniatoff Excellence). Nach dem Zweiten Weltkrieg war er auf den von Hans-Joachim von Braunmühl entwickelten AC-Bias aufmerksam geworden; ein US-Offizier hatte bei Radio Frankfurt zwei Tonbandgeräte entdeckt und als Kriegsbeute in die USA geschickt. Bis 1955 war Alexander Ponjatoff Präsident der Firma mit Sitz in Redwood City, danach wirkte er als Vorstandsvorsitzender und war ab 1970 Chairman Emeritus.
Um 1955 hatte DuPont Mylar entwickelt. 1956 entwickelten seine Ingenieure den Rotationstransformator mit Schrägspuraufzeichnung für den ersten Videorecorder VR-1000, der 1956 in Chicago auf der National-Association-of-Broadcasters-Konferenz vorgestellt wurde. Die Ära des Nur-Live-Fernsehens war damit zu Ende.